# Longevity Prize
Der Longevity Prize war eine mit zuletzt 20.000 Euro dotierte wissenschaftliche Auszeichnung der Fondation Ipsen auf dem Gebiet der Erforschung der Langlebigkeit (siehe Altern).
Mit dem Preis wurde ein französischer oder ausländischer Forscher – zum Beispiel aus dem Gebiet der Biologie, Genetik, Gerontologie, Psychologie, Statistik – ausgezeichnet, der herausragende Beiträge zur Erforschung der Langlebigkeit erbracht hatte. Der Preis konnte geteilt werden. Eine Bewerbung wurde nicht erwartet.

## Preisträger
- 1996 Caleb E. Finch
- 1997 Vaino Kannisto
- 1998 Roy L. Walford
- 1999 John Morley
- 2000 Paul Baltes, Margret Baltes
- 2001 Justin Congdon
- 2002 George M. Martin
- 2003 James W. Vaupel
- 2004 Linda Partridge
- 2005 Michael Marmot
- 2006 Cynthia Kenyon
- 2007 David Barker
- 2008 Gerald McClearn
- 2009 Jacques Vallin
- 2010 Judith Campisi
- 2011 Thomas Kirkwood
- 2012 Linda Fried
- 2013 Gary Ruvkun
- 2014 Luigi Ferrucci
- 2015 Steve Austad
- 2016 Kaare Christensen
- 2017 Andrzej Bartke
- 2018 Nir Barzilai[1]